# Большое наступление у реки Нактонган
Большо́е наступле́ние на реке́ Нактонган — наступление военных сил Северной Кореи против сил ООН и Корейской республики 1—15 сентября 1950 года в начальной стадии Корейской войны. Это была последняя попытка Корейской народной армии (КНА) прорвать Пусанский периметр, созданный командованием ООН.
В течение первых нескольких месяцев войны КНА в каждом бою успешно разбивала и отбрасывала назад силы ООН на юг. Однако в августе силы ООН (большей частью состоявшие из войск из США, Великобритании и Корейской республики) образовали 230-км Пусанский периметр в юго-восточном углу Корейского полуострова. Первое время северокорейцы не могли обойти или прорвать превосходящими силами непрерывную оборонительную линию сил ООН. Северокорейские атаки были остановлены и к концу августа весь наступательный порыв КНА выдохся. Осознавая опасность продолжения боёв вдоль периметра северокорейское командование в сентябре предприняло массированное наступление с целью развалить линию обороны сил ООН.
Северокорейское командование планировало пойти в одновременное наступление всей армией на пяти направлениях. 1 сентября разгорелись сражения у городов Масан, Кёнджу, Тэгу, Йончхон и у реки Нактонган. Две недели обе стороны в ожесточённых до крайности боях пытались установить контроль над дорогами, ведущими к Пусану. На отдельных участках северокорейцам первоначально сопутствовал успех, но им не удалось удержать свои завоевания против превосходящих численно и технически сил ООН. После провала очередного наступления северокорейская армия была впоследствии разбита в результате контрнаступления сил ООН в Инчхоне.

## Предыстория
После начала Корейской войны в июне 1950 года в результате вторжения северокорейцев на территорию Корейской республики КНА обладала преимуществом в численности и вооружении над армией Южной Кореи (ROK). Чтобы предотвратить коллапс Южной Кореи ООН пришла к решению отправить войска на Корейский полуостров. Северокорейская стратегия заключалась в агрессивном преследовании сил ООН и ROK по всем направлениям, ведущим на юг и в вовлечении их в бои. Северокорейцы атакуя с фронта предпринимали в то же время обход с обоих флангов (манёвром «клещи»), добиваясь окружения и отсечения линий снабжения противника в итоге чего силам ООН приходилось отступать в беспорядке часто бросая при этом большую часть снаряжения. Начиная с первоначального наступления 25 июня, в ходе июля и начала августа северокорейцы с успехом применяли свою стратегию, разбивая все силы ООН и отбрасывая их на юг. Однако после создания в августе Пусанского периметра северокорейцы потеряли возможность обхода сил ООН удерживавших непрерывную оборонительную линию. Благодаря лучшей системе тылового обеспечения доставлявшей больше войск и снаряжения численное преимущество КНА ежедневно сокращалось.
5 августа силы КНА приблизились к Пусанскому периметру. Северокорейцы предприняли фронтальное наступление с четырёх главных подходов к периметру. В течение августа 6-я и позднее 7-я северокорейские дивизии сражались с 25-й американской пехотной дивизией в битве при Масане. Первоначально северокорейцам удалось отразить контрнаступление сил ООН, затем они атаковали Комам-ни и высоту Бэтл-Маунтин. Хорошо оснащённым силам ООН, обладавшим большими резервами, удалось отражать периодические атаки северокорейцев. К северу от Масана 4-я северокорейская дивизия вступила в сражение с 24-й американской пехотной дивизией (см. первая битва за реку Нактонган). В ходе этой битвы северокорейцам не удалось удержать свой плацдарм на другом берегу реки. Чтобы разбить северокорейцев командование ООН подтянуло туда из резервов превосходящие силы и 19 августа 4-я северокорейская дивизия потеряв половину своего состава отступила от реки. В районе Тэгу три дивизии ООН в ходе т. н. битвы за Тэгу отбили несколько атак пяти северокорейских дивизий, наступавших на город. Особенно тяжкие бои разгорелись в долине Боулинга, где наступавшая 13-я северокорейская дивизия была почти полностью уничтожена. На восточном побережье силам ROK в битве за Пхохан удалось отразить атаки трёх северокорейских дивизий. Северокорейцы терпели поражения по всему фронту, впервые их стратегия не увенчалась успехом.
К концу августа северокорейские войска были выбиты со своих позиций, мощь и эффективность многих первоначальных частей значительно сократилась. КНА страдала от проблем со снабжением, нехватка пищи, оружия, оснащения и свежих сил истощала северокорейские части. К концу августа численность боевых частей находящихся в распоряжении командования ООН было больше чем у северокорейцев, Силы ООН обладали преимуществом в воздухе и на море, ущерб северокорейцев возрастал ежедневно. Потери северокорейцев в танках выражались уже сотнями, ко времени боёв за Пусанский периметр у них было менее сотни танков против 600 американских. Тем не менее к концу августа северокорейцы по-прежнему обладали инициативой, боевой дух в частях был высоким, снабжения было достаточно для полномасштабного наступления.

## Прелюдия
При планировании нового наступления северокорейское командование решило, что любые попытки обойти силы ООН с флангов невозможны благодаря господству американского флота. Поэтому они выбрали наступление с фронта с целью прорвать и обвалить периметр, считая это своей единственной надеждой. Основываясь на советских разведданных, северокорейцы были осведомлены, что ООН накапливает силы у Пусанского периметра и вскоре перейдут в наступление, если КНА не одержит победу. Вторичной целью было окружение Тэгу и уничтожение частей ООН и ROK находящихся в городе. В качестве части боевой задачи северокорейские части должны были перерезать линии снабжения противника ведущие к Тэгу.
В ожидании нового наступления северокорейские стратеги увеличили численность сил. Армия, первоначально насчитывающая 10 дивизий, сбитых в два корпуса, увеличилась до 14 дивизий, которым были приданы несколько отдельных бригад. Новоприбывшие войска скапливались в резерве северокорейцев. Пост заместителя командующего занимал маршал Чхве Ён Гон, а штаб фронта возглавлял генерал Ким Чхэк. Под их командованием находился 2-й северокорейский корпус, стоящий на востоке (командир — генерал-лейтенант Ким Му Чонг) и 1-й северокорейский корпус, стоящий на западе (командир — генерал-лейтенант Ким Юнг). В составе второго корпуса находились 10-я, 2-я, 4-я, 9-я, 7-я, 6-я дивизии и 105-я бронетанковая дивизия, к ней были приданы 16-я бронетанковая бригада и 104-я бригада безопасности. В составе первого корпуса были 3-я, 13-я, 1-я, 8-я, 15-я, 12-я, 5-я дивизия, их поддерживала 17-я бронетанковая бригада. Северокорейские войска насчитывали около 97 850 человек, треть из них составляли неопытные новобранцы, призванные насильно из Южной Кореи, не хватало оружия и оснащения. К 31 августа против них стояли 120 тыс. сил ООН и 60 тыс. сил поддержки.
20 августа северокорейское командование выпустило оперативные приказы для подчинённых частей. Командование решило атаковать силы ООН одновременно с пяти направлений. Эти наступления должны были ошеломить защитников периметра, позволить северокорейцам прорвать линии, по крайней мере, в одной точке и принудить войска ООН к отступлению. Для этого были выделены пять боевых групп:
1. 6-я и 7-я дивизии должны были прорвать порядки 25-й американской пехотной дивизии у Масана.
2. 9-я, 4-я, 2-я и 10-я дивизии должны были прорвать позиции 2-й американской пехотной дивизии, наступая с плацдарма у реки Нактонган по направлению к Миряну и Йонсан-гу.
3. 3-я, 10-я и 1-я дивизиям было приказано прорвать линии 1-й американской кавалерийской дивизии и 1-й дивизии ROK наступая на Тэгу.
4. 8-я и 15-я дивизии прорывались через позиции 8-й и 6-й дивизий ROK, наступая на Хаянг и Йончхон[24].
5. 12-я и 5-я дивизии прорывали порядки 3-й дивизии и столичной дивизии ROK, двигаясь на Пхохан и Кёнджу

22 августа премьер-министр Северной Кореи Ким Ир Сен приказал своим военным завершить войну к 1-му сентября, однако масштабы наступления этого не позволили. Группы № 1 и 2 должны были начать наступление 31 августа в 22.30, группы № 3, 4 и 5 — 2 сентября в 18.00. Атаки должны были проходить взаимосвязано с целью сокрушить силы ООН одновременно в нескольких точках, командование ООН не успело бы закрыть резервами многочисленные места прорыва. Северокорейцы в основном полагались на ночные атаки, чтобы нейтрализовать превосходство сил ООН в воздухе и огневую мощь флота. Северокорейские генералы полагали, что ночные атаки не дадут возможность силам ООН вести эффективный обстрел и приведут их к тяжёлым потерям от «дружественного огня».
Наступление стало неожиданным для стратегов ООН. К 26 августа командование ООН полагало, что устранило последние серьёзные угрозы периметру и ожидало что война закончится в конце ноября. В то же время мораль в частях ROK была низкой, так как им не удалось эффективно защищаться в ходе конфликта. Предусмотрительный генерал-лейтенант Уолтон Уокер, командующий американской Восьмой армией отправил в Пхохан генерал-майора Джона Б. Кутлера, чтобы укрепить 1-й корпус ROK, разваливающийся из-за низкой морали. Командование сил ООН уже готовило операцию «Хромит», захват к 15 сентября на амфибиях порта Инчхон и не предполагало, что северокорейцы до этого времени предпримут серьёзного наступления.

## Битва

### Коридор Кёнджу
Первая атака КНА была направлена против правого фланга сил ООН на восточном побережье. Хотя общая наступление 2-го корпуса КНА на северном и восточном направлении планировалось 2 сентября 12-я северокорейская дивизия прошедшая реорганизацию после перенесённых поражений под Кидже (Kigye) и Пхоханом обладавшая численностью в 5 тыс. чел. начала выдвигаться вперёд к горам раньше, чем планировалось. Дивизия недостаточно снабжалась продовольствием, вооружением и боеприпасами, боевой дух солдат был низким. Против 12-й северокорейской дивизии стояла Столичная дивизия ROK. 27 августа в 04.00 к северу от Кидже северокорейцы разбили роту 17-полка Столичной дивизии ROК. В результате весь полк смешался и стал отступать. Фланг 18-го полка ROK на востоке оказался открытым, это вынудило полк к отступлению. При отступлении 17-й полк оставил город Кидже, вся Столичная дивизия отошла на 4, 8 км к южной стороне долины Кидже.
Уокер приказал генерал-майору Джону Б. Култеру наблюдать над южнокорейскими войсками на востоке. Култер вылетел в Кёнджу и прибыл туда в 12.00 того же дня. Тем временем Уокер назначил Култера заместителем командующего Восьмой армией и отдал под его командование 1-й корпус ROК, которому подчинялись Столичная и 3-я дивизии ROК, 21-й американский пехотный полк, 3-й батальон, 9-й американский пехотный полк и 73-й батальон средних танков без роты С. Култер объединил эти силы в боевую группу Джексон и разместил свой штаб в Кёнджу, в том же здании где размещался командующий 1-м корпусом ROК и Группа американских военных советников в Корее (KMAG).
Култеру была поставлена задача разбить северокорейские войска, просочившиеся в область Кидже, организовать и удерживать оборонительную линию, простирающуюся от Йончхона на севере к побережью у Волпо-ри в 19 км к северу от Пхохана. Линия проходила в 16 км к северу от Кидже. Култеру предписывалось как можно скорее начать наступление, боевая группа Джексон должна была сначала захватить высоты к северу от Кёнджу. Утром 27 августа 21-й американский пехотный полк двинулся на позиции к северу от Тэгу, но Уокер отменил свой приказ и приказал полку повернуть и как можно быстрее двигаться к Кёнджу и доложить о прибытии Култеру. Култер незамедлительно отправил 3-й батальон на север к Анганг-ни, где тот занял позиции позади Столичной дивизии ROK.
Планируемое Култером наступление от 28 августа было отложено. Командующий 1-м корпусом ROK бригадный генерал Ким Хонг Ил заявил Култеру что не может наступать, ввиду большого числа потерь и истощения сил. 5-я дивизия КНА у Пхохана снова начала наступать на юг, противостоящая ей 3-я дивизия ROK начала показывать признаки отступления. 28 августа советник 3-й дивизии ROK из KMAG и бригадный генерал Ким Сук Вон вступили в спор по вопросу что дивизии следует делать: отступать или наступать. В это же день 28 августа Уокер выпустил специальное заявление, адресованное армии Южной Кореи и южнокорейскому министру обороны Шину Сунг-мо. Он призывал южнокорейские войска удерживать линии Пусанского периметра и упрашивал оставшиеся войска ООН как можно твёрже удерживать свои позиции, при необходимости предпринимая контратаки, чтобы не дать северокорейцам возможности консолидироваться.
В это время силы 5-й дивизии КНА просочились в тыл 3-й дивизии ROK к юго-западу от Пхохана. Култер приказал 21-му пехотному полку разбить северокорейцев. В течение 29 августа рота В 21-го пехотного полка при поддержке танкового взвода роты В 73-го й батальона средних танков предприняли успешную контратаку от южного края Пхохана на расстояние в 2,4 км за ними шли южнокорейские части. Затем американские части отступили к Пхохану. Той же ночью южнокорейцы тоже отступили, на следующий день американская пехота при поддержке танков снова повторили свои вчерашние действия. Также 29 августа Столичная дивизия ROK при поддержке американских танков и артиллерии отбила Кидже и удерживала позиции всю ночь, отбивая северокорейские контратаки, но на рассвете оставила Кидже. Американцы наращивали частоту воздушных ударов по области Кидже.
В это время северокорейцы к северу от Пхохана неуклонно наращивали давление, командование 5-й дивизии КНА отправило свежие подкрепления на высоту 99 находящуюся перед фронтом 23-го полка ROK. Эта высота стала почти такой же знаменитой как высота 181 у Йодока за практически беспрерывные и кровавые бои за контроль над высотой. Несмотря на поддержку в виде американских авиаударов, огня артиллерии и флота 3-й дивизии ROK не удавалось захватить высоту, при этом дивизия понесла большие потери. 2 сентября 21-й американский пехотный полк пошёл в наступление к северо-западу от Пхохана, пытаясь помочь южнокорейцам захватить высоту 99. Танковый взвод прошёл через дорогу по долине между Пхоханом и Хунгае. Полковой командир отдал приказ роте К захватить высоту 99. Роте не удалось взять высоту, поскольку северокорейцы на ней хорошо окопались. В сумерках северокорейцам удалось просочиться между Столичной и 3-й дивизиями ROK в 4,8 км к востоку от Кидже.
На следующее утро в 01.30 12-я дивизия КНА, выполняя свою задачу общего наступления 2-го северокорейского корпуса атаковала позиции Столичной дивизии на высоких горах к югу от долины Кидже. Им удалось отбросить 18-й полк ROK слева от высоты 334 и 17-й полк ROK справа от высоты 445. На рассвете 3 сентября северокорейцам удалось просочиться к жизненно важной дороге с востока на запад в 4, 8 км восточнее Анганг-ни. В результате этого ночного успеха 12-я дивизия КНА продвинулась на 8 км, Столичная дивизия оказалась в коллапсе. Это вынудило Култера отвести 21-й пехотный полк с линии северо-западнее Пхохана и собрать его близ Кёнжу. 31 августа к полку присоединился 2-й батальон, но Култер оставил его в резерве боевой группы у Анганг-ни. Батальон занял подковообразную позицию вокруг города, отдельные части удерживали высоты в 3, 2 км к востоку, оттуда они защищали шоссе Кёнджу — Пхохан. Оставшаяся часть полка стянулась к месту сбора к северу от Кёнджу. В это время Уокер отправил вновь собранную 7-ю дивизию ROK против просочившихся северокорейцев. В тот же день около полудня 5-й полк этой дивизии подошёл к Йончхону, вечером к Кёнджу подошёл 3-й полк ROK (без 1-го батальона). Уолтер также разрешил Култеру задействовать 3-й батальон 9-го пехотного полка, танковую роту 9-го пехотного полка и 15-й батальон полевой артиллерии, если он посчитает это целесообразным. Эти части охраняли аэродром Йонил и их ранее нельзя было где-либо задействовать.
3 сентября Култер и советники из KMAG всё ещё продолжали конфликтовать с командиром 3-й дивизии ROK, который вопреки их приказам периодически пытался отвести свои войска. Этой ночью с 3 на 4 сентября фронт который держала оставшаяся часть первого корпуса ROK обвалился. Три северокорейских танка Т-34 уничтожили артиллерийскую батарею ROK и затем рассеяли два батальона новоприбывшего 5-го полка ROK. После миномётной подготовки северокорейцы в 2.20 вошли в Анганг-ни. Часом позже командный пункт Столичной дивизии покинул город, битва становилась всё более запутанной. Американские части отрывались от противника и отступали, к наступлению ночи северокорейцы захватили город и начали наступление на юг вдоль железной дороги.
4 сентября в 12.00 северокорейские части выставили блокпосты вдоль дороги Кёнджу — Анганг-ни в 4, 8 км от Кёнджу. В районе Пхохана между Столичной и 3-й дивизиями ROK образовалась 3,2 км брешь. Также линию ООН разрывал массив высоких гор к западу от долины Хёнгсан и к юго-западу от Анганг-ни. В этом области к северо-западу от Кёнджу была 13 км брешь между Столичной дивизией и 8-й дивизией ROK на западе. Действуя с этого направления, северокорейцы угрожали железной дороге и дороге идущей на юг через коридор Кёнджу к Пусану. Видя эту большую дыру на своём левом фланге, Култер разместил 21-й американский пехотной полк в широкой долине и на примыкавшей к ней горах к северо-западу от Кёнджу, чтобы заблокировать любое продвижение [неприятеля] с этого направления.
Ночью с 5 на 6 сентября события в Пхохане достигли своей кульминации. Командующий дивизией ROK бригадный генерал Ли Джун Шик и несколько старших помощников объявили что они заболели после того как их командный пост накрыло артиллерийским огнём. Дивизия отступила от Пхохана, 6 сентября город снова оказался под контролем северокорейцев. Командование южнокорейской армии сместило с постов командующих 1-м корпусом и 3-й дивизией. Были назначены новые командиры. Брикадный генерал Ким Пэк Ил принял командование 1-м корпусом, полковник Сонг Йо Чан возглавил Столичную дивизию, 3-я дивизия ROK перешла под командование полковника Ли Джон Чана.

### Йончхон
Две северокорейские дивизии (8-я и 15-я) в высоких горах между сектором Тэгу на западе и восточным прибрежным сектором Кёнджу изготовились к наступлению на юг с целью перерезать путь снабжения между Тэгу и Пхоханом, бывшим вблизи Хаянга и Йончхона. Наступательные действия следовало согласовать с северокорейским наступлением в районе Кидже-Пхохан. Хаянг находится в 19 км, а Йончхон в 32 км восточнее Тэгу. 8-я северокорейская дивизия расположилась по сторонам главной дороги Андон-Синйонг-Йончхон в 32 км на северо-запад от Йончхона. 15-я дивизия КНА была расположена восточнее в горах под Андоном в 56 км к северу от Йончхона на плохой горной второстепенной дороге. Целью 8-й дивизии КНА был Хаянг, целью 15-й Йончхон, причём дивизии было приказано взять его любой ценой. Против 8-й дивизии КНА стояла 6-я дивизия ROK, напротив 15-й дивизии КНА находилась 8-я дивизия ROK.
За десять дней боёв 8-я дивизия КНА продвинулась только на несколько километров и до 12 сентября не могла взять Хвайонг-донг в 23 км к северо-западу от Йончхона. В этот период поддерживающая дивизию 17-я бронированная бригада потеряла около 21 новых танков Т-34. Немного ниже Хвайонг-донг горы подходили близко к дороге, высота 928 (Хва-сан) на востоке и более меньшие вершины на западе. В этом горном проходе в коридор Тэгу 6-я дивизия ROK одержала решительную победу над 8-й дивизией КНА и практически полностью её уничтожила. К 8 сентября в некоторых северокорейских батальонах насчитывалось не более 20 человек.
2 сентября на другой дороге выше Йончхона 15-я дивизия КНА пошла в наступление на 8-ю дивизию ROK. Северокорейская дивизия не обладала полной численностью, по сообщениям в её трёх полках было всего 3.600 человек, но она за 4 дня просочилась в боковой коридор, ведущий к Йончхон. К северу от города оборона одного из полков 8-й дивизии ROK обвалилась после того как в тыл вышел танк Т-34. К 6 сентября части северокорейской дивизии были в самом Йончхоне и южнее его. Северокорейцы не остались в городе, а двинулись в горы на юге и юго-востоке, откуда открывался обзор над дорогой между Тэгу и Пхоханом. 7 сентября северокорейцы установили блокпост в 5, 6 км на юго-восток от Йончхона, другие их части атаковали полк ROK в 1, 6 км к югу от города. Однако в ходе дня 5-й полк 7-й дивизии ROK наступая с востока вдоль бокового коридора выбил северокорейцев из Йончхона и занял оборонительную позицию к северу от города. На следующий день 8 сентября к Йончхону подошли другие части 15-й дивизии КНА и захватили его. В полдень того же дня 11-й полк 1-й дивизии ROK прибыл с фронта под Тэгу и контратаковал северокорейцев в городе и под городом. Контратака возымела успех, южнокорейцам удалось выбить противника из большей части города, но некоторые части северокорейцев продолжали удерживать железнодорожную станцию к юго-востоку от Йончхона. Другие северокорейские части были на неизвестном расстоянии к юго-востоку от дороги на Кёнджу.
В горах к юго-востоку и востоку от Йончхону 15-я дивизия КНА натолкнулась на очень сильное сопротивление. Артиллерийский полк этой дивизии опередил пехоту, истратил свой боезапас и, оказавшись без поддержки, был почти полностью истреблён южнокорейской контратакой. Командующий северокорейской артиллерией погиб в бою. После прибытия к Йончхону 5-го и 11-го полков ROK на подмогу деморализованной 8-й дивизии нажим южнокорейцев набрал такой размах, что этим двум отрядам даже не удалось перегруппироваться для совместных действий. 9 и 10 сентября южнокорейские части окружили и фактически уничтожили 15-ю северокорейскую дивизию к юго-востоку от Йончхона в горах обрамляющих дорогу на Кёнджу. Начальник штаба северокорейской дивизии полковник Ким Ён был убит вместе со многими высокопоставленными офицерами. Важную роль для успешного исхода битв сыграли офицеры KMAG, которые собирали отставших солдат 8-й дивизии ROK и сбивали их в подразделения. 10 сентября 8-я дивизия ROK зачистила от северокорейцев дорогу Йончхон-Кёнджу, захватив два танка, шесть гаубиц, 76 мм САУ, несколько противотанковых орудий и множество лёгкого стрелкового оружия.
После отступления уцелевших бойцов 15-й северокорейской дивизии, 8-я дивизия ROK и 5-й полк 7-й дивизии ROK двинулись на север практически не встречая сопротивления. 12 сентября части двух группировок ROK были в 13 км к северу от города. В этот день они захватили четыре 120 мм миномёта, четыре противотанковых орудия, четыре артиллерийских орудия, девять грузовиков и большое количество стрелкового оружия.
Наиболее критический период сражения на восточном фронте возник, когда 15-я дивизия КНА прорвала позиции 8-й дивизии ROK у Йончхона. Северокорейская дивизия попыталась повернуть на восток и юго-восток и обойти боевую группу Джексон с тыла или с левого фланг. Однако Уокер немедленно отправил в место прорыва 5-й и 11-й полки ROK с двух широких отдельных секторов, которые уничтожили прорвавшихся северокорейцев, прежде чем те успели воспользоваться плодами своего прорыва. Действия Уокера насчёт подкреплений необходимых чтобы задержать северокорейские атаки в Кёнджу и Йончхоне получили высокую оценку.

### Тэгу

#### Табу-донг
В то время как четыре дивизии 2-го северокорейского корпуса наступали к югу от Пхохана, Кёнджу и Йончхона, оставшиеся в составе корпуса три дивизии — 3-я, 13-я и 1-я пошли в наступление со сходящихся направлений на Тэгу с севера и северо-запада. 3-я дивизия КНА наступала от Вэгвана к северо-западу от Тэгу, 13-я дивизия КНА двигалась вдоль горных хребтов к северу от Тэгу и к западу от дороги Санджу — Тэгу, 1-я дивизия КНА шла вдоль высоких горных хребтов к востоку от дороги.
Оборонявшая Тэгу 1-я американская кавалерийская дивизия удерживала фронт примерно в 56 км. Командующий дивизией генерал-майор Хобарт Р. Гей выставил сторожевые посты на главных подходах к зоне обороны и сконцентрировал за постами три полка. Уокер приказал 1-й кавалерийской дивизии 1 сентября пойти в наступление на север с целью отвлечь часть северокорейских сил от 2-й и 25-й американских пехотных дивизий на юге. Получив приказ Гей первоначально решил наступать на север по дороге на Санджу, но его штаб и полковые командиры единогласно настояли на том, чтобы вместо этого атаковать высоту 518 в зоне 7-го кавалерийского полка. За два дня до этого высота 518 находилась в зоне 1-й дивизии ROK и считалась местом сбора северокорейцев. Следуя плану 1-я американская кавалерийская дивизия готовилась к наступлению в секторе 7-го кавалерийского полка: две роты 3-го батальона, 8-го кавалерийского полка должны были предпринять отвлекающую атаку на правом фланге 7-го кавалерийского полка. Таким образом в резерве 8-го кавалерийского полка осталась только рота пехоты. 1-й батальон полка находился на горном массиве к западу от долины Боулинга и к северу от Табу-донга, 2-й батальон располагался по сторонам дороги.
Планируемое наступление на высоту 518 совпало с дезертирством майора Ким Сон Юна из 19-го полка 13-й дивизии КНА. Он сообщил, что в сумерках начнётся общая атака северокорейцев. По его словам 13-я дивизия КНА получила подкрепление в 4 тыс. человек, половина из них вообще без оружия, сейчас дивизия насчитывает приблизительно 9 тыс. чел. Получив эти сведения, Гей поднял по тревоге все фронтовые части, подготовив их к наступлению противника.
Осознавая свою ответственность за срыв приказа командования Восьмой армии о наступлении на северокорейцев к северо-западу от Тэгу Гей приказал 7-му кавалерийскому полку 2 сентября пойти в наступление и захватить высоту 518. Эта высота находилась к северу от боковой дороги Вэгван- Табу-донг, на полпути между двумя городами и была критическим элементом рельефа местности, доминируя над дорогой между двумя городами. После захвата высоты 518 7-й кавалерийский полк должен был продолжать атаку на высоту 314. Атаке пехоты должны были предшествовать авиаудары и артподготовка.
Наутро 2 сентября ВВС США предприняли 37-минутный авиаудар против высот 518 и 346. Затем по высотам последовал сконцентрированный удар артиллерии, после чего последовал новый авиаудар: самолёты обработали вершины напалмом оставив их в огне. В 10.00 немедленно после бомбардировки напалмом 1-й батальон 7-го кавалерийского полка атаковал высоту 518. Однако мощные авиаудары и артподготовка не достигли цели: северокорейцы остались на позициях, находясь на которых они обрушили пулемётный и миномётный огонь на поднимающихся американцев остановив их у гребня хребта. В полдень американский батальон отступил с высоты 518 и пошёл в атаку на северо-восток против высоты 490, с которой северокорейцы поддерживали огнём своих товарищей на высоте 518. На следующий день прибывший к месту боя 3-й батальон предпринял наступление на высоту 518, как и 1-й батальон, идя в атаку колонной из рот, из которой в итоге получилась колонна из взводов. Это наступление также захлебнулось. Атаки от 4 сентября также провалились. Пленный северокорейский наблюдатель, захваченный на высоте 518 показал, что на холме окопались 1200 северокорейцев, у них много миномётов и боеприпасов чтобы держать оборону.
В то время как американцы атаковали противника на правом фланге, 5-й кавалерийский полк 4 сентября пошёл в атаку и захватил высоту 303. На следующий день полк с трудом оборонял высоту против контратак противника. К 4 сентября стало ясным что 3-я дивизия КНА находящаяся на фронте 5-го и 7-го кавалерийского полков также атакует и несмотря на продолжающиеся авиаудары, артиллерийские обстрелы и атаки пехоты на высоту 518 части дивизии просачиваются в тыл наступающим американским войскам. Этой ночью большое число северокорейцев прошло через брешь между 3-м батальоном на южном склоне высоты 518 и 2-м батальоном на западе. Северокорейцы повернули на запад и захватили высоту 464. К 5 сентября на высоте 464 находившейся в тылу 7-го кавалерийского полка было больше северокорейцев чем на высоте 518 на фронте. Северокорейцы перерезали дорогу Вэгван — Табу-донг на востоке полка, таким образом, связи полка с другими американскими частями остались только на западе. В ходе дня 7-й кавалерийский полк предпринял ограниченное отступление с высоты 518, отказавшись от её захвата.
На правом фланге дивизии северокорейцы удерживали Табу-донг. Вэгван, находящийся слева, остался ничейным, в центре мощные силы северокорейцев просачивались на юг с высоты 518. 7-й кавалерийский полк в центре более не мог использовать дорогу Вэгван — Табу-донг и находился в опасности окружения. 5 сентября, обсудив план отступления с Уокером, Гей отдал приказ 1-й кавалерийской дивизии отступать в полном составе ночью, чтобы сократить оборонительные позиции и выбрать более пригодную оборонительную позицию.
В ночь с 5 на 6 сентября выпали сильные дожди, образовавшаяся грязь затруднила движение всех транспортных средств. 2-й батальон оторвался от северокорейцев и начал своё отступление в 03.00 6 сентября. Северокорейцы быстро обнаружили, что батальон отступает и атаковали его. Близ высот 464 и 380 американцы обнаружили, что батальон фактически окружён северокорейцами и отрезан от всех своих частей. Рота G, насчитывающая всего 80 человек, оказалась в самом тяжёлом положении, будучи отрезанной от остальных частей.
В это время 2-й батальон 5-го кавалерийского полка, находящийся на высоте 303, угодил под мощную атаку, командир батальона отдал приказ об отступлении. До того как оставить высоту 6 сентября батальон понёс тяжёлые потери. В то время как рота G пыталась покинуть высоту 464, оставшаяся часть 2-го батальона, находившаяся с восточной стороны высоты 380, была отрезана с юга. 7 сентября батальон получил по радио приказ отступать по любой дороге как можно быстрее. Батальон двинулся на юго-запад в сектор 5-го кавалерийского полка.
К востоку от 2-го батальона северокорейцы 7 сентября атаковали 1-й батальон на его новых позициях и захватили медпункт батальона, убив четырёх и ранив семерых. Этой ночью 1-й батальон был придан 5-му кавалерийскому полку. Оставшаяся часть 7-го кавалерийского полка двинулась в пункт недалеко от Тэгу в резерв дивизии. В ночь с 7 на 8 сентября, выполняя приказ командования дивизии, 5-й кавалерийский полк отступил дальше до Вэгвана, заняв новые оборонительные позиции по сторонам шоссе Сеул — Тэгу. 3-я дивизия КНА всё ещё перемещала подкрепления через реку Нактонган. Наблюдатели докладывали, что вечером 7 сентября баржи, полные людей и артиллерийских орудий, пересекали реку в 3, 2 км к северу от Вэгвана. 8 сентября северокорейцы в своём коммюнике объявили о взятии Вэгвана.
На следующий день ситуация для 1-й кавалерийской дивизии ещё более ухудшилась. На левом фланге 3-я дивизия КНА вынудила к отступлению с высоты 345 1-й батальон 5-го кавалерийского полка. В 4, 8 км от Вэгвана. Северокорейские войска наступали вперёд, заблокировав 5-й кавалерийский полк, который вступил в ожесточённые бои за высоты 203 и 174. Перед тем как покинуть район боёв для воссоединения с полком 1-й батальон 7-го кавалерийского полка после четырёх приступов захватил высоту 174.
12 сентября 5-й кавалерийский полк с трудом удержал высоту 203. 13 сентября между полуночью и 04.00 северокорейцы снова пошли в наступление и взяли высоту 203, которую обороняла рота Е, высоту 174 обороняемую ротой L и высоту 188 которую защищали роты B и F. В полдень контратака полка вернула высоту 188 на южной стороне шоссе, но высоты 203 и 174 вернуть не удалось. 14 сентября рота I атаковала высоту 174, которая к тому времени уже семь раз переходила из рук в руки. В этом бою рота потеряла 82 человека. Роте удалось захватить только одну сторону высоты, другую удерживали северокорейцы. В течение последующей недели стороны перебрасывались гранатами. К этому времени численность батальонов 5-го кавалерийского полка была столь низкой, что они уже не рассматривались как боеспособные. Это сражение проходило в 13 км к северо-западу от Тэгу.

#### Ка-сан
Командующий 1-й кавалерийской дивизией генерал Гей также предупредил фронтовые части в секторе горы Ка-сан о готовящемся наступлении северокорейцев. Командующий 1-й дивизией ROK Пэк Сонёп также готовил дивизию к предстоящему наступлению противника.
Северокорейцы предприняли полномасштабное наступление в долине Боулинга к северу от Тэгу. Наступление застало врасплох 8-й кавалерийский полк, находящийся в Санджу. Дивизия растянулась по дороге в город и не успела развернуться, сил в резерве было недостаточно для эффективной контратаки. В ночь со 2 на 3 сентября северокорейцы атаковали высоту 448, защищаемую 2-м батальоном 8-го кавалерийского полка к западу от долины Боулинга и в 3,2 км к северу от Табу-донга и захватили её. Отступающий 2-й батальон прошёл через порядки 3-го батальона, который поспешно собирался на оборонительных позициях к югу от Табу-донга. В это же день части 1-й дивизии КНА выбили взвод I&R 8-го кавалерийского полка и подразделение южнокорейской полиции с укреплённого лагеря горы Ка-Сан в 6,4 км к востоку от Табу-донга. 3 сентября силы ООН потеряли Табу-донг и высоту 902 (местное название — гора Ка-Сан), господствующую высоту в 16 км к северу от Тэгу.
Внезапный прорыв северокорейцев на юг к Тэгу обеспокоил Уолкера. Командование армии приказало отправить батальон ROK из центра подготовки и переформирования в Тэгу (Taegu Replacement Training Center) на позицию в тылу 8 кавалерийского полка и 1-й кавалерийской дивизии, сбитых в боевую группу Аллен, под командованием заместителя командующего дивизией бригадного генерала Фрэнка Аллена-младшего. Они должны вступить в бой в чрезвычайном случае, если северокорейцам удалось бы прорваться к окраинам Тэгу. Командование восьмой армией решило встретить северокорейское наступление вниз по дороге на Табу-донг, для этого 1-й кавалерийской дивизии было приказано захватить и удерживать высоту 902, находящуюся в 16 км от Тэгу, с неё можно было обозревать все подходы на юге к позициям восьмой армии в городе. Благодаря обладанию высотой северокорейцы могли получать общую развединформацию и наводить артиллерийский и миномётный огонь.
Выполнение боевой задачи по захвату высоты при помощи нескольких частей было поручено полковнику Реймонду Д. Палмеру, командиру 8-го кавалерийского полка. На следующее утро 4 сентября войска выдвинулись к горе Ка-сан к сборному пункту у деревне Кисон-донг в 3, 2 км к востоку от дороги на Табу-донг. В течение дня и вечера 3 сентября 2-й батальон 2-го полка 1-й дивизии КНА захватил вершину Ка-сан. В полдень 4 сентября сапёрная рота начала наступление на гору, двигаясь по тропе на южном склоне. На протяжении менее 1, 6 км рота дважды попадала под пулемётный огонь. В ходе подъёма рота также попадала и под миномётный обстрел северокорейцев. Головная часть роты добралась до шарообразной вершины высоты 755, южного отрога хребта высоты 902. Командир взвода разместил 90 человек из роты по дуге с запада на северо-запад, 2-й взвод занял левый фланг у каменной стены, 1-й взвод занял позицию в центре у возвышения, заросшего лесом, 3-й взвод занял позицию на правом фланге у края леса. Позиция роты D полностью находилась за каменной стеной.
После того как несколько взводов ушли с высоты в патрулирование, северокорейцы атаковали позиции роты с тыла. Взвод был сбит с хребта в глубокий овраг слева. Несколько человек из передового взвода стали отступать обратно к американским линиям, но северокорейцы захватили большинство из них 10 сентября у подошвы горы Ка-Сан, когда те пытались просочиться через северокорейские линии. Через полчаса после того как рота D достигла высоты 722, северокорейцы (по оценкам численностью до батальона) с гребня высоты 902 пошли в наступление в южном направлении вниз по склону к высоте 755. Этой ночью северокорейцы беспокоили роту оружейным и артиллерийским огнём и предприняли несколько пробных атак небольшими силами.
На рассвете 5 сентября северокорейцы пошли в наступление. Сапёры отбили атаку но понесли некоторые потери. Боеприпасы начали подходить к концу и три самолёта С-47 прибыли в зону боёв для выброски грузов, однако по ошибке пакеты с едой и патронами были сброшены над северокорейскими позициями. Сразу же после выброски два самолёта F-51 также по ошибке нанесли авиаудар по роте D. Вскоре после авиаудара северокорейцы пошли в атаку.
Между 10.00 и 11.00 на вершину высоты 755 прибыла рота Е 8-го кавалерийского полка и присоединилась к роте D. Северокорейцы подстрелили нескольких носильщиков и те развернулись обратно. Вскоре после того как взвод роты Е достиг Вэндигрифа северокорейцы вновь предприняли наступление, закончившиеся неудачно. Американским частям, оставшимся без патронов, пришлось полагаться на боеприпасы, захваченные у северокорейцев. В 13.30 Гей приказал командованию 8-го кавалерийского полка отвести людей с горы Ка-сан. Гей полагал что его сил недостаточно для того чтобы зачистить и удерживать гору Ка-сан и что северокорейцам не хватит боеприпасов чтобы использовать высоту как наблюдательный пункт для артиллерийского и миномётного огня. Опять начался дождь, вершину горы окутал плотный туман, серьёзно ограничивший видимость. Как только оставшиеся части начали отступать, северокорейцы снова атаковали. После сбора оставшихся [в живых] солдат роты D Холли понял, что рота потеряла половину состава: 18 человек были убиты, 30 пропали без вести.
Пленные северокорейцы, захваченные 4 сентября солдатами 1-й дивизии ROK у Ка-сана показали, что на горе находятся около 800 северокорейских солдат и с севера подходят ещё три батальона. Сапёрная рота успела только организовать периметр в северокорейской зоне. К вечеру 5 сентября на горе и переднем склоне уже было пять батальонов северокорейцев (всего 1,5 тыс. солдат). 10 сентября с самолёта Т-6 были замечены 400—500 северокорейцев на гребне горы Ка-сан. Твёрдо удерживая гору 1-я и 13-я дивизия КНА могли теперь давить вниз на Тэгу. Северокорейцы устроили блок-пост на дороге, который был сбит на следующий день. Хотя 7 сентября 1-я кавалерийская дивизия отступала почти на всех пунктах Уолкер отдал приказ командованию дивизии и 2-му корпусу ROK атаковать и захватить высоту 902 и гору Ка-сан. Утром 8 сентября на высоте 570 (которая находится в 13 км к северу от Тэгу) было около тысячи северокорейцев и Уолкер решил, что давление противника на восточный фланг сектора 1-й кавалерийской дивизии есть наиболее неотложная угроза для сил ООН, обороняющих Пусанский периметр. В тот же день командование 1-й кавалерийской дивизии отложило планируемое продолжение наступления на высоту 570 силами 3-го батальона, 7-го американского кавалерийского полка. Так как северокорейцы угрожали высотам 314 и 660 на юге и высоте 570 на востоке.
В разгар битвы за Тэгу нехватка боеприпасов для сил ООН стала критической. Командование 8-й армии вдвое сократило ежедневный расход 105-мм снарядов для гаубиц (с 50 до 25). Патронов для карабинов также не хватало. Прибывший в Корею 17-й батальон полевой артиллерии вооружённый 8-дюймовыми гаубицами не смог участвовать в битве ввиду нехватки боеприпасов.
1-я дивизия КНА двинулась в зону 1-й дивизии ROK вокруг правого фланга 1-й кавалерийской дивизии. 2-й полк дивизии, насчитывающий 1.200 чел. прошёл 9,7 км на восток от высоты 902 к горе Пхальгонса́н высотой 1200 м и достигли её вершины к рассвету 10 сентября. Вскоре после рассвета новоприбывшие части атаковали позиции ROK. Южнокорейцы отбили атаку, уничтожив или переранив 2/3 наступающих сил противника.
Теперь большая часть боевых частей американской 1-й кавалерийской дивизии сосредоточилось на правом фланге дивизии к северу от Тэгу. 3-й батальон 7-го кавалерийского полка приданный 8-му кавалерийскому полку находился в тылу полка на высотах 181 и 182 по сторонам дороги на Табу-донг в 9, 7 км от Тэгу. Оставшаяся часть 7-го кавалерийского полка (1-й батальон присоединился к полку в ходе дня) находился в долине реки Кумхо справа между северокорейцами и аэропортом Тэгу, расположенным в 4,8 км на северо-востоке от города. На левом фланге 8-й сапёрный батальон целиком находился на линии фронта действуя в качестве пехоты, имея задачу удерживать мост через реку Кумхо близ её впадения в реку Нактонган к востоку от Тэгу.
11 сентября близ высот 660 и 314 прошли тяжёлые и запутанные бои. В одно время командование 1-й кавалерийской дивизии опасалось, что северокорейцы прорвут блокирующую позицию, занимаемую 3-м батальоном 7-го кавалерийского полка. Стрелковые роты дивизии далеко не достигали полной численности. В то время как 3-й батальон 8-го кавалерийского полка 11 сентября снова тщетно атаковал высоту 570 в 3,2 км к юго-востоку от них северокорейские солдаты захватили гребень высоты 314 и ещё более приблизились к Тэгу. 3-й батальон 8-го кавалерийского полка спешно отправился от высоты 570 к высоте 314 и попытался вернуть позицию. 12 сентября составу командного пункта 3-го батальона 7-го кавалерийского полка пришлось вступить в бой с просочившимися северокорейцами. Командование батальона отдало приказ о наступлении на высоту 314 через линии 8-го кавалерийского полка. Эта атака 12 сентября стала частью большого наступления американских и южнокорейских войск против 1-й и 13-й дивизий КНА с целью остановить северокорейское наступление к северу от Тэгу. 2-й батальон 7-го кавалерийского полка пришёл на помощь частям ROK на высоте 660, к востоку от высоты 314 имея задачу захватить эту высоту. Восточнее их 1-я дивизия ROK получила приказ атаковать Пхальгонса́н с горы Ка-сан. В то время ближайшей к Тэгу позицией северокорейцев была высота 314. Командование 13-й дивизии КНА отдавало себе отчёт в важности высоты и собрало там 700 солдат. Северокорейское командование собиралось использовать высоту 314 при дальнейшем наступлении на Тэгу. Высота 314 представляла возможность обозревать Тэгу и господствовала над более низкими высотами, обрамляющими южнее чашеобразную долину Тэгу. Высота 314 представляла из себя возвышение высотой в 500 м в составе горного массива близко от неё находилась восточная сторона высоты 570 отделённая только глубоким оврагом. Южная часть поднималась на 314 м, к северу от неё скальная гряда взмывала вверх, там находился ряд возвышений. Скальная гряда была длиной в 1,6 км, обе стороны горы были очень крутыми.
Накануне штурма высоты 314 3-й батальон 7-го кавалерийского полка под командованием подполковника Джеймса Г. Линча насчитывал 535 человек, не считая солдат в тыловых эшелонах. Американские войска захватили высоту и отразили контратаку противника. Многие ротные офицеры были ранены, но отказались от эвакуации и продолжили наступление. Северокорейские солдаты на высоте 314 носили американскую форму, каски и военные ботинки, были вооружены винтовками М1 и карабинами. На высоте погибло около 200 северокорейцев. Из оценочно 500 северокорейцев, остававшихся на горе, большинство были ранены или пропали без вести. После захвата высоты 12 сентября ситуация для сил ООН к северу от Тэгу улучшилась. 14 сентября 2-й батальон 8-го кавалерийского полка при поддержке огня с высоты 314 пошёл в наступление и захватил часть высоты 570, которую оборонял 19-й полк 13-й дивизии КНА.
Справа от места боёв 1-я дивизия КНА продолжала наступать на северо-запад и достигла горы Ка-сан. Ночью 14 сентября 11-й полк ROK захватил высоту 755, в это же время небольшие подразделения 15-го полка ROK добрались до каменных валов горы Ка-сан. Ночью и днём 15 сентября южнокорейские и северокорейские войска сражались вдоль высокого горного хребта, простиравшегося на юго-восток от горы Ка-сан до высот 755 и 783 и до Пхальгосана. Позднее командование 1-й дивизии ROK установило, что внутри периметра Ка-сан находились около 3 тыс. северокорейцев, а близ хребта было 1.500 северокорейцев. К этому времени основная масса состава 1-й дивизии КНА постепенно начала отступать на север. В полдень 14 сентября лётные наблюдатели доложили, что около 500 северокорейцев перемещаются к северу от Табу-донг. Поскольку эта информация подтвердилась Уокер решил готовиться к последнему раунду боёв за Тэгу. Как часть подготовки 14 батальонов южнокорейской полиции начали окапываться у города.
Бои к северу от Тэгу не ослабевали и 15 сентября. 2-й батальон 8-го кавалерийского полка всё ещё сражался, пытаясь захватить высоту 570 на восточной части шоссе на Табу-донг. На другой стороне 3-й батальон 8-го кавалерийского полка атаковал высоту 401, где северокорейские войска просочились в дыру между 8-м и 5-м кавалерийскими полками. Бои за высоту 401 были особенно тяжёлыми. С приходом ночи на горе находились войска обеих сторон.

### Река Нактонган

#### Вторая битва у реки Нактонган
В ходе северокорейского наступления 1 сентября 35-й пехотный полк 25-й американской пехотной дивизии вёл тяжёлые бои у реки Нам к северу от Масана. На правом фланге 35-го пехотного полка прямо на север от места слияния рек Нам и Нактонган находился 9-й пехотный полк 2-й американской пехотной дивизии. На крайнем южном секторе зоны 2-й американской пехотной дивизии 9-й пехотный полк оборонял сектор длиной более 18 км, включая область выступа реки Нактонган, где ранее в августе произошла первая битва у реки Нактонган. Каждая американская пехотная рота на речной линии удерживала фронт от 910 м до 1200 м и поэтому роты обороняли только ключевые высоты и наблюдательные пункты, все части были чрезмерно рассеяны вдоль широкого фронта.
В последнюю неделю августа американские войска, занимавшие высоты, могли наблюдать слабую активность северокорейцев на западном берегу реки. Они предполагали, что северокорейцы возводят насыпь на своём берегу для защиты от возможного американского наступления. На передовых позициях 9-го пехотного полка время от времени происходили боестолкновения, но это походило скорее на обычные стычки патрулей. 31 августа силы ООН получили оповещение о неминуемой атаке со стороны северокорейцев после того как большая часть корейских гражданских рабочих бежали с линии фронта. Офицеры разведки докладывали, что скоро грядёт наступление.
На западном берегу реки Нактонган командующий 9-й дивизией КНА генерал-майор Пак Кю Сам утвердил план военной операции дивизии на 28 августа. План наступления заключался в обходе с фланга и уничтожения американских войск на выступе реки Нактонган путём захвата Миряна и области Самнангжин. Тем самым отрезались пути снабжения и отступления 2-й американской дивизии между Тэгу и Пусаном. Тем не менее, северокорейцы не знали, что недавно на позициях вдоль реки Нактонган 24-ю американскую пехотную дивизию сменила 2-я американская пехотная дивизия. Поэтому северокорейцы ожидали более слабого сопротивления, так как 24-я дивизия была измотана за месяцы боёв, а свежая новоприбывшая в Корею 2-я дивизия только недавно выдвинулась к линии фронта. Под покровом темноты северокорейцы в нескольких пунктах начали переправляться через реку Нактонган.
Северокорейцы, переправившиеся у Пэкчина, застали врасплох взвод тяжёлых миномётов, солдаты которого настраивали свои орудия. Также северокорейцы захватили большую часть рот D и H 9-го пехотного полка у подошвы высоты 209 в 800 метрах от места переправы и перебили или захватили в плен большую часть войск, находившихся здесь. Когда северокорейцы атаковали американцев у подошвы горы, группа солдат поднимала на высоту тяжёлые орудия. Группа быстро поднялась на вершину, где уже находился передовой отряд, американцы поспешно стали окапываться и организовали небольшой периметр. В течение ночи группа на вершине не подвергалась атаке.
С 21.30 9-я дивизия КНА переправлялась через реку Нактонган в нескольких пунктах, закончив переправу вскоре после полуночи. Северокорейцы тихо взобрались на горы у позиций 9-го пехотного полка у реки. Затем под прикрытием огневого вала артиллерии северокорейская пехота выдвинулась на позиции для штурма. Штурм начался на северной части полкового сектора и быстро распространился южнее. В каждом месте переправы численность северокорейцев должна была превысить численность войск ООН, оборонявших эти сектора до постройки понтонных мостов для транспорта и бронетехники.
В 02.00 северокорейцы атаковали роту В. Также они атаковали высоты на обоих флангах роты В, также высоту 311, представлявшую из себя неровное возвышение в 2,4 км от реки и бывшую главной и безотлагательной целью северокорейцев. На высоте 209 северокорейцы сбили с позиций роту В, нанеся ей при этом тяжёлые потери.
1 сентября в 03.00 командование 9-го пехотного полка отправило свой последний резерв — роту Е на запад вдоль дороги Йонсан — река Нактонган с целью занять блокирующую позицию в проходе между холмом Клеверный лист и хребтом Обонг-ни в 4, 8 км от реки и в 9, 7 км от Йонсана. Эта позиция имела критическое значение, в ходе первого сражения за реку Нактонган здесь проходили очень тяжёлые бои. Бой за проход начался в 02.30. В 03.30 сильный отряд северокорейцев внезапно оказался на позициях по обеим сторонам дороги к востоку от прохода и открыл шквальный огонь из автоматов. Овладев критическими пунктами холма Клеверный лист и хребта Обонг-ни — лучшей оборонительной позицией между Йонсаном и рекой, северокорейцы полностью контролировали местность. Теперь 2-я американская пехотная дивизия была вынуждена оборонять Йонсан, находясь на сравнительно худшей для обороны местности: низких холмах на западной окраине города.
На севере сектора 9-го пехотного полка фронта 2-й пехотной дивизии вдоль реки Нактонган 23-й американский пехотный полк 29 августа пришёл на помощь 3-му батальону 38-го пехотного полка, который за несколько дней до этого сам пришёл на помощь 21-му пехотному полку 24-й пехотной дивизии. Полк занял 15 км фронт перед рекой Нактонган, а его 3-й батальон был приписан к первой американской кавалерийской дивизии на севере. 31 августа командование 2-й дивизии выдвинуло роту Е на юг на резервную позицию в секторе 9-го пехотного полка.
В 21.00 против позиций 2-го взвода на реке началась двухчасовая артиллерийская и миномётная подготовка. Под прикрытием огня и темноты северокорейская пехота переправилась через реку и взобралась на холмы. В 23.00 обстрел усилился и северокорейцы атаковали внешнюю линию батальона. Ночью северокорейцы усилили наступление и командование 1-го батальона отвели большую его часть (за исключением роты С) на север к озеру У-по и к холмам, прикрывающим дорогу на север к Чаннёну в 4,8 км к востоку от реки и в 8 км к западу от города. В ходе боя рота В понесла тяжёлые потери.
Когда вести о катастрофе, случившейся с первым батальоном, дошли до полкового командования, из резерва 2-й дивизии были отправлены роты G и F на помощь 1-му батальону и позднее на дорогу к Пугонг-ни и роте С. Подкреплению не удалось добраться до роты С, но подполковник Карл С. Дженсен собрал отставших солдат из этого отряда и захватил возвышенность у главного прохода на Чаннён близ Пончо-ри над озером Санорхо, американцы закрепились на позиции. Командование 2-й американской дивизии отправило роту Е на усиление полка, на следующий день та достигла роты F, которая создала основную оборонительную позицию 23-го пехотного полка перед Чаннёном. Ночью северокорейцы обошли правый фланг северной блокадной позиции 1-го батальона и вышли на дорогу в трёх милях позади него близ позиций дивизионной артиллерии. Штабным и вспомогательным ротам 23-го пехотного полка и другим полковым смешанным формированиям удалось остановить этот прорыв в 8 км к северо-западу от Чаннёна.
Утром 1 сентября командование 2-й американской дивизии на основе поступающих докладов поняло, что северокорейцы просочились на дорогу Чаннён-Йонгсан, идущую с севера на юг, и разрезали дивизию надвое. 23-й и 38-й пехотные полки с основной частью дивизионной артиллерии, находившиеся на севере, оказались отрезанными от командования дивизии и 9-го пехотного полка, находившихся на юге. Командующий дивизией генерал-майор Лоуренс Б. Кейзер решил, что будет целесообразно создать две специальные группы на основе разделённых сил дивизии. Соответственно он назначил командира дивизионной артиллерией бригадного генерала Лояла М. Хейнса командиром северной группы. На юге в области Йонсан Кейсер поставил помощника командира дивизии бригадного генерала Джозефа С. Бредли во главе группы состоящей из 9-го пехотного полка, 2-го боевого инженерного батальона, большей части 72-го танкового батальона и прочих смешанных частей дивизии, эта группа получила название по имени её командира.
Все три полка 2-й дивизии КНА: 4-й, 17-й и 6-й, вытянувшиеся по линии север-юг, перешли ночью реку Нактонган в секторе 23-го пехотного полка. Силы 2-й дивизии КНА, сконцентрированные в районе Синбанг-ни к западу от реки, пошли в наступление через реку на восток и попытались захватить два прохода к Чаннёну выше и ниже озера У-по. На 31 августа 1950 озеро было очень большим, хотя в отдельных местах довольно мелким. Благодаря массированному наступлению северокорейцам удалось глубоко просочиться по всему сектору дивизии за исключением зоны 38-го пехотного полка на севере. 9-й дивизии КНА, противостоящей 9-й американской пехотной дивизии, удалось переправиться через реку Нактонган в двух ключевых точках. В это же время переправилась 2-я дивизия КНА, которой противостоял 23-й американский пехотный полк, командование 10-й дивизии КНА переправляло на другой берег всё больше людей в области высоты 409 близ Хонгпанга в секторе 38-го пехотного полка.
Практические все связи дивизионных и полковых штабов с передовыми частями были перерезаны. Штабу дивизии стало очевидным, что посреди дивизионной линии северокорейцы пробили дыру шириной в 9, 7 км и глубиной в 13 км, менее серьёзные прорывы произошли повсюду. Фронтовая линия батальонов 9-го и 23-го американских полков пришла в беспорядок, некоторые роты фактически исчезли. Кейсер надеялся, что успеет организовать оборонительную линию вдоль дороги Чаннён-Йонгсан к востоку от реки Нактонган и предотвратить захват противником проходов на восток к Миряну и Чонгдо.
Уокер решил, что наиболее критическая ситуация в области выступа реки Нактонган в секторе 2-й американской пехотной дивизии. Оттуда северокорейцы угрожали Мирянгу и всей позиции Восьмой армии. Уокер отдал приказ бригадному генералу корпуса морской пехоты Эдварду Крейгу, командующему 1-й временной бригадой морской пехоты, подготовить морских пехотинцев к немедленному выходу. В 13.30 морские были готовы к выходу из области выступа реки Нактонган.
На севере после рассвета 1 сентября 23-й пехотный полк оказался в очень опасной ситуации. 1-й батальон был выбит с позиций у реки и отсечен в 4, 8 км к западу. Приблизительно 400 северокорейцев захватили полковой командный пункт, вынудив полковника Пола Л. Фримана перенести его на 550 м. Там в 8 км к северо-западу от Чангйонга штабная рота 32-го пехотного полка, смешанные части из других полков и полковые штабные офицеры вступили в трёхчасовой бой с северокорейцами.
Северокорейцы проявляли активность и дальше, в зоне 38-го полка на севере. 3 сентября в 06.00 300 северокорейцев атаковали с высоты 284 командный пост 38-го пехотного полка. Бои продолжались до 5 сентября. В этот день рота F захватила высоту 284, истребив при этом 150 северокорейцев.
Во время этих боёв в тылу, первый батальон 23-го пехотного полка оказался отрезанным в 4,8 км к западу от ближайших своих частей. Наутро 1 сентября 3-й батальон 38 пехотного полка двинулся в наступление на запад от командного пункта полка близ Мосан-ни чтобы пробиться к первому батальону. На второй день сражения, деблокирующий отряд с помощью авиаударов, артиллерийского и танкового огня прорвал окружение. 2 сентября в 17.00 передовые части отряда встретились с солдатами первого батальона. Вечером того же дня 3-й батальон 38 пехотного полка подвергся сильной атаке северокорейцев на высоте 206 напротив первого батальона у дороги, одна рота была сбита с позиций.
4 сентября Хейнс передвинул границу между 23-м и 38 пехотными полками, придав северную часть сектора 23-го полка 38-му полку, таким образом, высвободив первый батальон, который двинулся на юг чтобы помочь второму батальону защищать южный подход к Чангйонгу. До начала наступления численность первого батальона 23-го пехотного полка составляла 1.100 чел. после сократилась приблизительно до 600. Командование 23-го пехотного полка планировало сконцентрировать все свои силы на позиции на дороге Пудонг-ни — Чаннён удерживаемой 2-м батальоном. 1-й батальон выдвинулся на эту позицию и занял место на левом фланге 2-го батальона. В то же время полковой командный пост был перенесён в тыл позиции. На этом полковом периметре 23-й пехотный полк оказался втянут в серию тяжёлых боёв. Одновременно пришлось послать патрули в тыл полка для борьбы с просачивающимися из Чаннёна северокорейцами и чтобы перерезать их дорогу снабжения.
В предрассветные часы 8 сентября 2-я дивизия КНА вновь попыталась прорваться на восток, атаковав периметр 23-го пехотного полка. Наступление началось в 02.30. Северокорейцы при мощной поддержке артиллерии пронизали роту F. Стало ясным, что если американцы не вернут себе позицию роты F, то весь фронт полка рухнет. Были выбиты почти все офицеры, командование принял первый лейтенант Ральф Р. Робинсон, адъютант из 2-го батальона.
Атака приостановилась с приходом рассвета, но ночью возобновилась. Северокорейцы периодически пытались прорвать линию обороны. Бои продолжались до рассвета 9 сентября. ВВС предприняло усилия по поддержке полкового периметра для помощи наземным силам. В течение утра потери пехоты неуклонно росли. Все доступные люди из штабной роты и специальных частей были собраны во взводы и брошены в бой в самых критических пунктах. В одно время полковой резерв составляли всего шесть человек. Когда наступление противника окончательно прекратилось после 12.00, боевая численность 23-го полка составляла всего 38 %.
В тяжёлых ночных и дневных боях 2-я дивизия КНА растратила почти всю свою силу. Офицер-медик 17-го полка 2-й дивизии захваченный несколькими днями спустя показал, что ночью из дивизии было эвакуировано 300 чел в госпиталь Пугонг-ни,  а в первые две недели сентября 2-я дивизия потеряла 1300 убитыми и 2500 ранеными в боях к западу от Чаннёна. Даже после того как её наступательная численность значительно сократилась, 9 сентября дивизия продолжала изматывающее наступление в области Чаннёна, группы просачивания были численностью около роты. Ежедневно патрули пытались разблокировать главный путь снабжения и зачистить город. Несколько дней северокорейские и американские войска бились вдоль реки Нактонган. Наступательный потенциал северокорейцев был по большей части исчерпан, американские войска удержали свои линии.

#### Йонсан
Наутро 1 сентября 1-й и 2-й полки 9-й дивизии КНА стояли только в нескольких милях от Йонсана после успешной переправы и прорыва через американские линии. Это было первое наступление этих частей в ходе Корейской войны. 3-й полк остался в Инчхоне, но командующий дивизией генерал-майор Пак Кю Сам полагал, что шансы захватить Йонсан высоки. Когда 9-я дивизия приблизилась к Йонсану, первый полк был на севере, а 2-й полк на юге. Силы поддержки дивизии были необычайно мощными: артиллерийский батальон 76-мм орудий из 1-го корпуса КНА, зенитный артиллерийский батальон, два танковых батальона из 16-й бронированной бригады и артиллерийский батальон из 4-й дивизии КНА. За ней реку перешла 4-я дивизия с очень слабой организацией, большой нехваткой людей, недостатком оружия и состоящая большей частью из необученных подразделений. В захваченном северокорейском документе об этой группе, атакующей выступ реки Нактонган из Синбан-ни, упоминалось как о главной силе 1-го северокорейского корпуса. В полдень 1 сентября части 9-й дивизии достигли высот к западу от Йонсана.
Наутро 1 сентября у командования 9-го пехотного полка 2-й американской пехотной дивизии была в распоряжении только разбитая рота Е, защищать Йонсан было некому. Командующий дивизией генерал-майор Лоуренс Б. Кейсер, оказавшись в такой чрезвычайной ситуации, придал полку 2-й боевой инженерный батальон. 72-й американский танковый батальон и рота разведки 2-й дивизии также были отправлены на позиции у Йонсана. Командир полка занял место среди инженеров на цепочке низких холмов, которые окружали Йонсан дугой на северо-западе. Дезорганизованным американским частям было приказано отступать в Йонсан. Дорога на Мирян проходила на юг мимо Йонсана, поворачивала вокруг западной вершины горы и затем шла на восток вдоль южной стороны подошвы горы. Со своей позиции они могли контролировать не только город, но также и выезд из города, дорогу на Мирян. К Йонсану с юга приближались северокорейцы. Ночью северокорейские солдаты перешли через небольшую возвышенность вокруг Йонсану и вошли в город с юга.
Американские войска попытались сплотиться и отразить атаку противника, но оказались слишком дезорганизованы, чтобы оказать эффективное сопротивление. К вечеру северокорейцы пробились к горам на западе. Вечером 2-й батальон и рота А 2-го боевого инженерного батальона заняли первую цепочку низких холмов в 800 м за Йонсаном, сапёры были к западу от города, а 2-й батальон к северо-западу от города. К этому времени наступление северокорейцев на Мирян было остановлено. На помощь к американским частям, испытывающим отчаянную нехватку в людях стали прибывать южнокорейские новобранцы, подготовленные по программе KATUSAs. Однако разница культур между американцами и южнокорейцами породила напряжённость. 2 сентября в 9.35 в то время как северокорейцы пытались разбить сапёрные войска на южном хребте Йонсан и пробить дорогу на Мирян, Уокер придал 2-й дивизии 1-ю временную бригаду морской пехоты и приказал всем доступным силам дивизии и морским пехотинцам пойти в наступление и разбить противника к востоку от реки Нактонган в секторе 2-й дивизии и восстановить линию обороны по реке. Как тольrо миссия была выполнена, морских пехотинцев выделили из-под командования 2-й дивизии.
В период с 03.00 и 04.30 3 сентября 1-я временная бригада морской пехоты начала стягиваться в местах сбора. 2-й батальон 5-го полка морской пехоты собирался к северу от Йонсана, 1-й батальон 5-го полка морской пехоты устроил охранительные позиции к юго-западу от Йонсана вдоль подходов к полковому сектору с этого направления. Атака морской пехоты началась 3 сентября в 08.55 через рисовое поле на возвышения в 800 м, удерживаемые северокорейцами. Подкрепления северокорейцев, продвигающиеся через открытые рисовые поля ко второму хребту оказались застигнуты врасплох авиаударами, артиллерийским огням, пулемётным и винтовочным огнём, погибла их большая часть. Этой ночью морские пехотинцы окопались в 3, 2 км к западу от Йонсана. За 3 сентября морпехи потеряли 34 убитыми и 157 ранеными. Связав свою атаку с морской пехотой, 9-й пехотный полк стал наступать на север. Контратака началась 4 сентября в 08.00 и поначалу встретила лишь слабое сопротивление. К ночи удалось захватить другие 4, 8 км. Ночь была тихой только до заката. Северокорейцы предприняли атаку против 9 пехотного полка справа от морпехов, наиболее тяжёлый удар пришёлся по роте G. Снова начался дождь, атака произошла в самый ливень. Американцы сконцентрировали огонь артиллерии перед фронтом 9-го пехотного полка, что очень помогло при отражении атаки северокорейцев в сражении продлившемся день и ночь.
Наутро 5 сентября после 10-минутной артиллерийской подготовки начался третий день американского контрнаступления. С развитием наступления морские пехотинцы достигли хребта Обонг-ни, 9-й пехотный полк добрался до холма Клеверный лист, где месяцем раньше он сражался в ходе первого наступления на реку Нактонган. Находясь на возвышении, они могли видеть окапывающихся северокорейцев. В 14.30 приблизительно 300 северокорейских пехотинцев пришло от деревни Тугок и нанесло удар по роте В на высоте 125 к северу от дороги и к востоку от Тугока. Два танка Т-34 застали врасплох и подбили два головных танка М-26 морских пехотинцев. Поскольку подбитые танки загораживали линии огня, четыре остальных отъехали назад, чтобы найти лучшие позиции. На поле боя бросились штурмовые команды роты В и ракетчики из 1-го батальона, обстреляли танки и сожгли оба, а также БТР, который за ними следовал. Северокорейская пехота пошла в яростную атаку, рота В потеряла 25 чел, атаку удалось отразить благодаря подкреплениям из роты А и поддержки огнём со стороны армейской артиллерии и 81-мм миномётов морской пехоты. 5 сентября по всему Пусанскому периметру целый день шли тяжёлые бои. Армия потеряла 102 убитыми, 430 ранеными, 587 пропали без вести, общие потери составили 1.119 чел. Морская пехота потеряла 35 убитыми, 91 ранеными, без вести никто не пропадал, общие боевые потери составили 126 чел. Всего за день американцы потеряли 1.245 чел. О потерях северокорейцев неизвестно, но вероятно они были очень большими.
Судя по заявлениям пленных, американское контрнаступление 3-5 сентября привело к одному из самых кровавых поражений за всю войну для северокорейской дивизии. Хотя уцелевшие бойцы 9-й дивизии КНА при поддержке слабосильной 4-й дивизии всё ещё удерживали хребет Обонг-ни, холм Клеверный лист и плацдарм на берегу реки Нактонган, 6 сентября к концу американского контрнаступления дивизия утратила свой наступательный потенциал. 4-я и 9-я дивизии КНА более не могли завершить наступление.
После полуночи 6 сентября 1-й временная бригада морской пехоты получила приказ отправляться обратно в Пусан, оттуда её должны были направить в Японию и слить с другими частями морской пехоты, чтобы образовать первую дивизию морской пехоты. Этому предшествовали яростные споры между штабами Уолкера и Макартура. Уолкер заявил, что не сможет удержать Пусанский периметр без морпехов в резерве, а Макартур сказал что не сможет провести высадку в Инчхоне без морских пехотинцев. МакАртур ответил тем, что отправил 17-й пехотный полк и позднее 65-й пехотный полк для резерва Уолкера, но Уолкер не считал, что необстрелянные войска будут эффективными. Уолкер полагал, что переброска войск поставит в опасность периметр в момент, когда было неизвестным удастся ли его удержать.

### Масан

#### Хаман
На крайнем западном фланге в центре линии 25-й дивизии 2-й батальон 24-го пехотного полка под командованием подполковника Пола Ф. Робертса удерживал гребень второго хребта к западу от Хамана в 1, 6 км от города. От Чунгам-ни до Хамана по северокорейской территории в 1, 6 км к югу от главной дороги Чинджу — Масан шла второстепенная дорога вдоль уступов низких гор и через рисовое поле. Она проходила через позицию 2-го батальона Робертса в проходе в 1,6 км к западу от Хамана. В полдень 31 августа наблюдатели из роты G 24-го полка заметили активность неприятеля перед своим фронтом. Они вызвали авиацию, которая в сумерках нанесла два удара с воздуха по этой области. Американская артиллерия произвела мощный концентрированный обстрел этой области, но эффект от него остался неизвестным. Все американские части на линии были предупреждены о возможной атаке северокорейцев.
Ночью северокорейцы предприняли скоординированное наступление против всех американских сил. Первой наступала 6-я дивизия КНА, она сбила роту F с северной стороны прохода на дорогу Чунгам-ни — Хаман. Войска ROK, оборонявшие проход покинули свои позиции и отступили к роте G, находившейся в южной части прохода. Северокорейцы захватили в проходе 75-мм безоткатное орудие, развернули его против американских танков и подбили один из них. Затем они захватили позицию 82-мм миномётов на восточном конце прохода. На южной части прохода первый лейтенант Хьюстон М. МакМюррей на закате установил, что из 69 человек его взвода с ним осталось только 15, это была смесь американских и южнокорейских солдат. На закате северокорейцы атаковали позицию. Они прорезали проходы в проволочных заграждениях, которые должен был прикрывать пулемётчик с M1918, но он убежал. Бросая гранаты и поливая огнём из автоматов, северокорейцы быстро захватили позицию. Многие офицеры и сержанты пытались вернуть людей в строй, но те не слушали их приказов. В одном случае южнокорейские солдаты убили собственного ротного командира, когда тот пытался остановить их бегство.
Вскоре после начала северокорейской атаки большая часть 2-го батальона 24-го пехотного полка оставила свои позиции. Батальон не выдержал мощных атак противника по всему фронту, каждое подразделение, за исключением нескольких дюжин человек в каждой роте рассыпалось, большая часть войск устремилась к Хаману вопреки приказам офицеров. Северокорейцы быстро прорвались через рассыпающиеся американские линии и захватили командный пост 2-го батальона, убив там несколько человек и уничтожив большую часть материальной части батальона. С разгромом второго батальона Хаман оказался открыт для прямой атаки северокорейцев. Когда северокорейцы начали окружение Хамана, командир 2-го батальона Робертс отрядил офицера чтобы собрать выживших солдат батальона и устроить блокпост на южной окраине города. Хотя офицер отдал приказ большой группе солдат, его послушались только восемь человек. 2-й батальон более не являлся эффективным боевым подразделением. Робертс и его солдаты остались на своих места и яростно бились, но большинство людей бежало в ходе наступления и северокорейцы смогли обойти неравномерные узлы сопротивления. Им удалось окружить Хаман, когда 2-й батальон рассыпался в беспорядке.
После того как северокорейцы прорвались через позиции 2-го батальона, командир 24-го пехотного полка Артур С. Чемпни приказал 1-му батальону, находившемуся в 4, 8 км к югу от Хамана на дороге Чиндонг-ни пойти в контратаку и вернуть утраченные позиции. Робертс собрал 40 человек из дезорганизованного 2-го батальона, которых смог найти и присоединил их к контратакующим силам, наступление началось в 07.30. Столкнувшись с северокорейцами, 1-й батальон рассыпался и бежал в тыл. Таким образом, после рассвета рассеянные и дезорганизованные части 1-го и 2-го батальонов 24-го пехотного полка отступили на возвышенность в 3, 2 км к востоку от Хамана. Лучшие части двух полков 6-й дивизии КНА ворвались в дыру фронта у Хамана и захватили город.
1 сентября в 14.45 командир дивизии генерал-майор Уильм Б. Кин приказал немедленно контратаковать, чтобы вернуть позиции 24-го пехотного полка. В течение 30 минут ВВС США обрабатывали северокорейские позиции у Хамана бомбами, напалмом, ракетами и пулемётным огнём. Они также атаковали горные хребты вокруг города, удерживаемые северокорейцами. Затем последовал 15-минутный сконцентрированный артиллерийский обстрел. По Хаману распространились пожары. В 16.30 с запада в атаку двинулся 1-й пехотный батальон 27-го пехотного полка под командой подполковника Гилберта Чека, поддержанный танковым взводом из роты А 79-го танкового батальона. Пехота с восемью танками на острие атаки легко захватили город, поскольку большая часть северокорейцев его уже оставила. Сильный отряд северокорейцев удерживал хребет на западной части города, каждый подход находился под пулемётным огнём. Северокорейцы уничтожили один танк и нанесли тяжёлые потери пехоте. Всё же батальон Чека продолжил нажим и к 18.30 захватил первый длинный хребет в 460 м к западу от Хамана. К 20.00 батальон захватил половину старой боевой позиции на высоком хребте в 1, 6 км к западу от Хамана. Находясь только в 180 м от гребня оставшейся части хребта, пехота окопалась на ночь. Американцам удалось вновь захватить Хаман и вернуть утраченные позиции 24-го полка.
В течение следующей недели северокорейцы ежедневно атаковали Хаман. После отражения проникновения северокорейцев 7 сентября их атаки на Хаман остановились. Северокорейцы испытывая трудности со снабжением и нехваткой людей, сосредоточились на наступлении против позиций 24-го пехотного полка у Бэтл-Маунтин и 35-го пехотного полка у реки Нам. Войска 24-го пехотного полка у Хамана испытали только одну пробную атаку противника 18 сентября.

#### Река Нам
В это время 7-я дивизия КНА сосредоточила все силы против линии 35-го американского пехотного полк. 31 августа в 23.30 северокорейские самоходки СУ-76 обстреляли через реку Нам позиции роты G 35-го пехотного полка, господствующие над рекой. В течение нескольких минут северокорейская артиллерия с моста Намджи-ри обстреляла все стрелковые роты по фронту. Под прикрытием огня усиленный полк 7-й дивизии КНА пересёк реку Нам и атаковал роты F и G 35-го пехотного полка. Другие северокорейские солдаты пересекли реку Нам по подводному мосту перед рисовым полем к северу от Комам-ни и близ границы 2-го батальона под командой подполковника Джон Л. Уилкинса-младшего, удерживающего речной фронт, и 1-го батальона под командой подполковника Бернарда Г. Титера, удерживающего линию холмов, протянувшуюся от реки Нам до Сибиданг-сан и шоссе Чинджу-Масан. 35-й пехотный полк испытывал нехватку в вооружении и подкреплениях, но, тем не менее, был готов к отпору.
Между двумя батальонами на низкой возвышенности у речного парома подполковник Генри Фишер разместил 300 бойцов из ROK National Police, рассчитывая, что они смогут продержаться пока остальные войска не будут предупреждены. Орудия с холмов на флангах могли прикрыть эту возвышенность огнём. Сзади у Комам-ни Фишер разместил 3-й батальон, готовый остановить возможный вражеский прорыв. Неожиданно южнокорейские полицейские роты у парома рассеялись при начале вражеского обстрела. В 00.30 северокорейские войска прорвались через эту дыру в линии фронта, некоторые повернули налево с целью обойти роту G с фланга и тыла, другие повернули направо чтобы атаковать роту С занимавшую отрог возвышенности к западу от дороги Комам-ни. Взвод наблюдателей и подразделения рот C и D организовали оборонительную линию вдоль дамбы на северном краю Комам-ни, где на рассвете к ним присоединились американские танки. Вопреки ожиданиям Фишера северокорейцы не повернули на развилку дороги Комам-ни в 6, 4 км к югу от реки, вместо этого они повернули на восток в горы за 2-м батальоном.
На рассвете 1 сентября штабные войска роты С при поддержке танков зачистили дорогу на Сибиданг-сан и подвезли боеприпасы для 2-го взвода роты В как раз вовремя чтобы отразить новый штурм противника, при котором было убито 77 и захвачен в плен 21 северокореец. Хотя 35-й пехотный полк Фишера удержал все первоначальные позиции, за исключением позиции передового взвода роты G, 3 тыс. северокорейцев оказались в тылу фронта. Дальше всего на востоке они просочились через возвышенность у Чирвона, что позволяло им обозревать дорогу с севера на юг, проходящую здесь.
К полудню Кин решил, что ситуация настолько серьёзна, что приказал 2-му батальону 27-го американского пехотного полка атаковать северокорейцев в тылу 35-го пехотного полка. Большая часть дивизионной артиллерии попала под прямую атаку северокорейской пехоты. В утренние часы 1 сентября 7-я дивизия пошла в наступление, первой частью, которая попала под атаку, была рота G 35-го пехотного полка на северном выступе дыры. В то время как некоторые северокорейские части вступили в бой с ротой G, другие проследовали дальше и атаковали роту Е в 3, 2 км ниже по течению от роты G, другие части атаковали рассеянные подразделения роты F, добравшись и до 1-го взвода роты, оборонявшего мост Намджи-ри. Здесь на крайнем правом фланге 25-й дивизии этому взводу после ожесточённого боя удалось отразить северокорейцев. 2 сентября рота Е в жестокой битве уничтожила большую часть северокорейского батальона.
Следующую неделю на фронте 35-го пехотного полка шли ожесточённые запутанные бои. Батальоны, роты и взвода, оказавшись отрезанными и изолированными, сражались независимо от высшего командования, многие из них снабжались только благодаря выброскам с воздуха. Таким же образом снабжались и деблокирующие войска, которые пытались прорваться к частям на фронте. Танки и броневики перевозили изолированным частям пищу и боеприпасы и на обратном пути увозили раненных, находящихся в критическом состоянии. В целом 35-му полку удалось удержать первоначальные боевые линии, в то время как сначала один, а потом два батальона 27-го пехотного полка пытались прорваться к ним через 3 тыс. (по оценкам) северокорейцев, действующих в тылу.
Хотя 25-я дивизия, в общем, находилась под меньшим прессом, после 5 сентября последовали несколько мощных атак. Благодаря сильным дождям 8 и 9 сентября уровень воды в реках Нам и Нактонган поднялся, что снизило опасность новых переправ противника. Тем не менее, ночью северокорейцы атаковали 2-й батальон 35-го пехотного полка. Подходы к мосту Намдж-ри, как одна из ключевых целей, были заминированы. На этом поле осталась лежать около сотни убитых северокорейцев. С 9 по 16 сентября на фронт 35-го пехотного полка были только ограниченные атаки, но северокорейские войска по большей части утратили свой наступательный порыв и более не могли предпринять мощных атак на полк.

## Послесловие
Большое наступление на реке Нактонган стало одним из наиболее ожесточённых сражений Корейской войны. Первоначально северокорейцам сопутствовал успех, они прорвали линии ООН в нескольких местах, им удалось окружить и отбросить назад силы ООН. 4-5 сентября ситуация для сил ООН стала настолько угрожающей, что командования восьмой американской армии и армии ROK эвакуировали свои штабы из Тэгу в Пусан, чтобы северокорейцы не окружили и не захватили их оборудование связи, хотя сам Уолкер остался в Тэгу с небольшим передовым подразделением. Они также подготовили систему снабжения для отступления к меньшему оборонительному периметру, получившему название «Линия Дэвидсона». Всё же к 6 сентября Уолкер вынес решение, что дальнейшее отступление является нецелесообразным.
Некоторые историки утверждают, что цели большого наступления на реке Нактонган были недостижимыми с самого начала. Согласно историку Т. Р. Ференбаху американцы были лучше экипированы чем северокорейцы и им легко удавалось отражать противника с того времени как они построили непрерывную линию. В то же время северокорейцы прорвали периметр в нескольких точках и на короткое время смогли использовать свои достижения.
Последующая высадка в Инчхоне стала сокрушительным ударом для северокорейской армии, которая оказалась совершенно неподготовленной, её уже ослабленные силы растянулись вдоль Пусанского периметра, у войск фактически отсутствовало вооружение, людские ресурсы были истощены, боевой дух упал. Северокорейцы уже не могли продолжать оказывать давление на Пусанский периметр и отразить высадку в Инчхоне. К 23 сентября северокорейцы полностью отступили от Пусанского периметра, силы ООН быстро двигаясь на север, преследовали их и захватывали утерянные ранее территории.
Разгром северокорейской армии у Пусанского периметра показал, что северокорейской армии не удастся продолжать войну в одиночку. На первых стадиях войны южнокорейская армия также понесла большие потери в людях и вооружении. Северокорейская армия совершенно перестала существовать как боевая сила, оставшиеся войска отступали к Северной Корее и оказывали очень слабое сопротивление силам ООН, которые теперь сами наступали, обладая подавляющим превосходством на земле, в воздухе и на море. Многие северокорейские части просто сдались, поскольку их силы сократились от тысяч до всего лишь нескольких сотен людей.